# Scleropodium cespitans
Scleropodium cespitans là một loài Rêu trong họ Brachytheciaceae. Loài này được (Wilson ex Müll. Hal.) L.F. Koch miêu tả khoa học đầu tiên năm 1950.